# Krossbu
Krossbu turiststasjon is een bemande hut bij Krossbu in Jotunheimen in de gemeente Lom in de provincie Innlandet in het midden van Noorwegen.
Bøvertun fjellstugu is gelegen op 1267 meter boven zeeniveau niet ver van de gletsjer Smørstabbreen. Het ligt langs de RV 55, de Sognefjellsweg niet ver van het hoogste punt Fantesteinen op 1434 meter. In de omgeving ligt de berg Galdhøpiggen.